# Филдерштат
Филдерштат (њем. Filderstadt) град је у њемачкој савезној држави Баден-Виртемберг. Једно је од 44 општинска средишта округа Еслинген. Према процјени из 2010. у граду је живјело 44.040 становника. Посједује регионалну шифру (AGS) 8116077.

## Географски и демографски подаци
Филдерштат се налази у савезној држави Баден-Виртемберг у округу Еслинген. Град се налази на надморској висини од 371 метра. Површина општине износи 38,6 km². У самом граду је, према процјени из 2010. године, живјело 44.040 становника. Просјечна густина становништва износи 1.142 становника/km².